# Villa San Giovanni in Tuscia

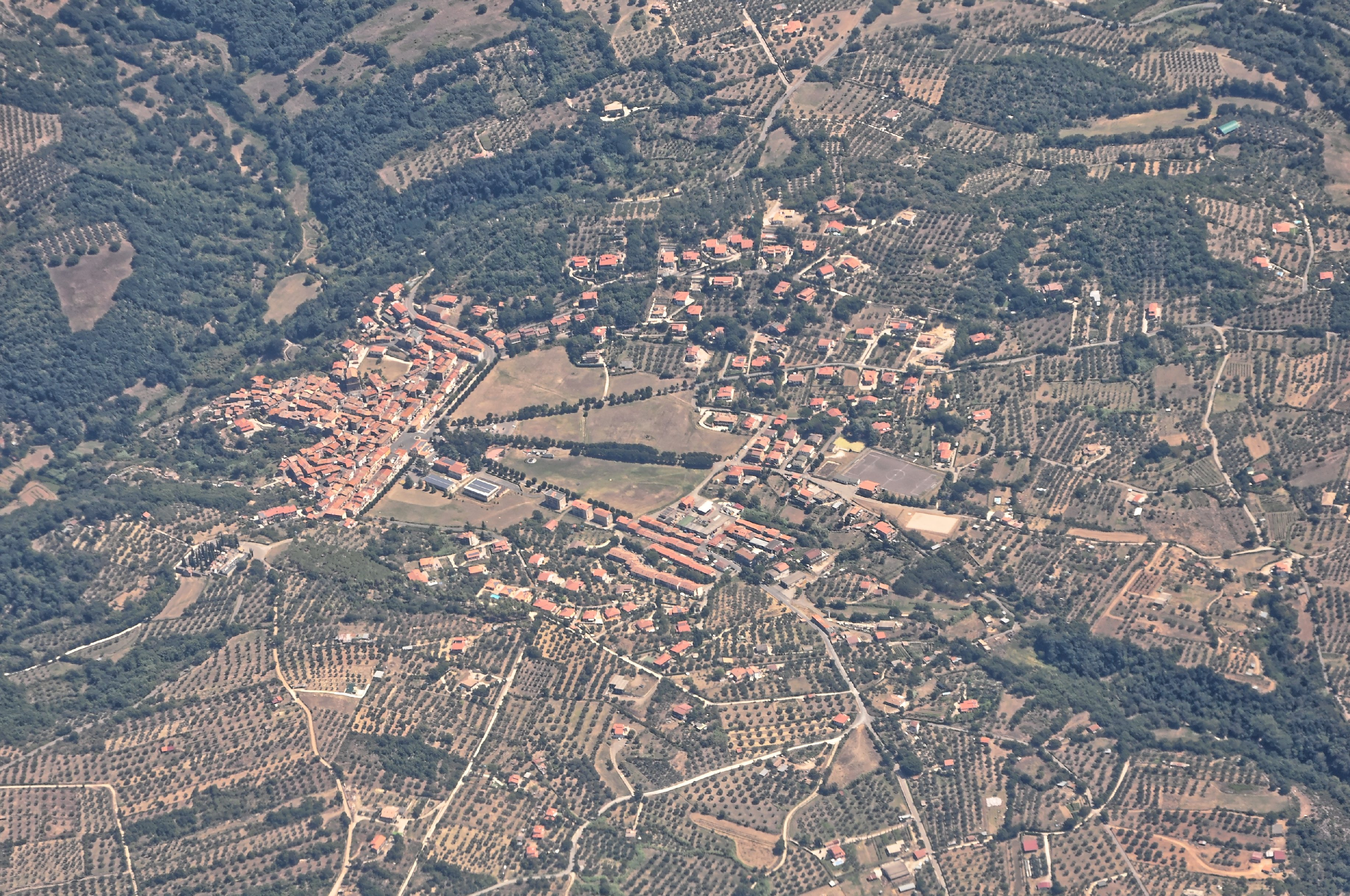
Villa San Giovanni in Tuscia aus der Luft

Villa San Giovanni in Tuscia ist eine Gemeinde in der Provinz Viterbo in der italienischen Region Latium mit 1223 Einwohnern (Stand 31. Dezember 2023). Sie liegt ca. 69 Kilometer nordwestlich von Rom.

## Geographie
Villa San Giovanni liegt in den Monti Sabatini zwischen dem Braccianosee und dem Vicosee.

## Bevölkerung
| Jahr | Bevölkerung |
| ---- | ----------- |
| 1871 | 0762        |
| 1901 | 1050        |
| 1921 | 1207        |
| 1951 | 1376        |
| 1971 | 1170        |
| 1991 | 1147        |
| 2001 | 1164        |

## Politik
Mario Giulianelli (Lista Civica: Il Nostro Paese) amtiert seit der Wahl vom 25. Mai 2014 als Bürgermeister.